# Xa lộ Đại Hàn
Xa lộ Đại Hàn là tên gọi cho đoạn Quốc lộ 1 từ ngã ba Trạm 2 đến ngã ba An Lạc, quận Bình Tân, đi qua địa phận Thành phố Hồ Chí Minh và tỉnh Bình Dương, dài 43,1 km.
Xa lộ này được công binh quân đội Đại Hàn Dân Quốc xây dựng năm 1969 - 1970 sau sự kiện Tết Mậu Thân trong Chiến tranh Việt Nam với tư cách là đồng minh của Việt Nam Cộng Hoà nhằm làm đường vành đai bảo vệ sân bay Tân Sơn Nhứt và Sài Gòn và ngăn cách giữa Sài Gòn với các lực lượng Việt Cộng ở Củ Chi, Hóc Môn.
Hiện nay, đoạn ngã ba Trạm 2 đến ngã tư An Sương của Xa lộ Đại Hàn dài 21,1 km nằm trong đường Xuyên Á nối Thành phố Hồ Chí Minh và Phnom Penh, Bangkok. Phần tiếp theo của đường xuyên Á theo quốc lộ 22 qua Củ Chi đến cửa khẩu Mộc Bài tiếp giáp với Cambodge Tổng chiều dài của đường xuyên Á đoạn trong Thành phố Hồ Chí Minh (đến Củ Chi) dài 43,6 km.
Các khu công nghiệp tập trung hiện nay của Thành phố Hồ Chí Minh chủ yếu nằm dọc theo hành lang xa lộ Đại Hàn (đường Vành đai 2), gồm các khu công nghiệp Tân Tạo, Tân Bình, Vĩnh Lộc, Tân Thới Hiệp, Linh Trung, Bình Chiểu, Thủ Đức và khu công nghệ cao, công viên phần mềm Quang Trung.
Xa lộ Đại Hàn là con đường quan trọng nối liền miền Đông Nam Bộ và miền Tây Nam Bộ.

## Thông tin tuyến đường
- Đoạn Trạm 2 - An Sương (lộ giới 120m) mặt cắt ngang rộng 40m (8 làn xe)
- Đoạn An Sương - An Lạc (lộ giới 120m) mặt cắt ngang rộng 35m (6 làn xe), riêng đoạn qua KCN Tân Tạo mặt cắt ngang rộng 40m (7 làn xe)

## Thông về cầu, cầu vượt, hầm chui
- Cầu Bình Phước (8 làn xe)
- Cầu Cả Bốn (8 làn xe)
- Cầu Rạch Sâu (8 làn xe)
- Cầu Bến Cát (8 làn xe)
- Cầu Bình Phú Tây (8 làn xe)
- Cầu Bình Thuận (6 làn xe)
- Cầu An Lập (6 làn xe)
- Cầu vượt Trạm 2 (8 làn xe)
- Cầu vượt Linh Xuân (4 làn xe)
- Cầu vượt Sóng Thần (8 làn xe)
- Cầu vượt Gò Dưa (4 làn xe)
- Cầu vượt Ngã 4 Bình Phước (6 làn xe)
- Cầu vượt Ngã 4 Ga (4 làn xe)
- Cầu vượt Tân Thới Hiệp (4 làn xe)
- Cầu vượt Quang Trung (4 làn xe)
- Cầu vượt An Sương (4 làn xe)
- Cầu vượt Gò Mây (6 làn xe)
- Cầu vượt Hương Lộ 2 (4 làn xe)
- Cầu vượt Võ Trần Chí (6 làn xe)
- Cầu vượt Tỉnh Lộ 10 (6 làn xe)
- Cầu vượt Tỉnh Lộ 10B (4 làn xe)
- Hầm chui An Sương (4 làn xe)